# バリー・ゴールドウォーター
バリー・モリス・ゴールドウォーター（英語: Barry Morris Goldwater、1909年1月2日 - 1998年5月29日）は、アメリカ合衆国の政治家。アリゾナ州選出連邦上院議員を務めた。1964年アメリカ合衆国大統領選挙での共和党の大統領候補であった。

## 生涯

### 生い立ち
1909年1月2日にアリゾナ準州のフェニックスで、バロン・ゴールドウォーターとハッティ・ジョセフィン・ウィリアムズ夫妻の間に誕生する。父親はデパートを経営し、元来ユダヤ教徒であったが、ロジャー・ウィリアムズが出た一族の出身であるハッティ・ジョゼフィンとの結婚を機に監督派（米国聖公会）に改宗した。
家業のデパートは一家を裕福にし、ゴールドウォーターはスタントン軍学校に学び、続いてアリゾナ大学に入学した。父親のバロンは1930年に死去し、ゴールドウォーターはアリゾナ大学を中退し、家業のデパート経営を引き継いだ。アリゾナ州は民主党の強固な地盤であったため、ゴールドウォーターは民主党の改革派として政治活動をスタートしたが、後に共和党に鞍替えし、ニューディール政策に反対した。1934年にマーガレット「ペギー」・ジョンソン（インディアナ州マンシー出身の実業家の娘）と結婚、4人の子供をもうけた。
アメリカ合衆国が第二次世界大戦へ参戦すると、ゴールドウォーターはアメリカ陸軍航空軍の予備役士官として任官する。彼は新たに創設された、世界中の戦場に供給を行う部隊にパイロットとして着任した。軍歴の大半を本国とインド間の飛行に費やし、アゾレス諸島、北アフリカ、南アメリカ、ナイジェリア、中央アフリカにも飛行した。また、国民党軍への補給のためヒマラヤ上空も飛行した。彼は戦後も軍に留まって空軍士官学校の創設に尽力し、士官学校のビジターセンターは彼の名が命名された。最終的には少将として退役した。彼は退役までに165種類の航空機を操縦した。

### 初期の経歴
1952年、上院議員選挙に立候補する。対立候補は当時民主党上院院内総務であったアーネスト・マクファーランドであった。ゴールドウォーターはマクファーランドを破って当選し、1958年に再選された。上院でゴールドウォーターは共和党内の急進派とみられた。彼はアイゼンハウアー政権の政策の一部が、民主党の政策と類似したニューディール路線を踏襲するものだとして批判した。加えてジョセフ・マッカーシー上院議員と親しい議員の1人として知られ、マッカーシーの譴責決議案に反対した。ジョン・F・ケネディ上院議員もマッカーシー譴責決議に強く反対しており、ゴールドウォーターの親しい友人だった。ケネディが大統領となった後も、ゴールドウォーターとしばしば面会した（ちなみにケネディ兄弟、とりわけロバート・ケネディは、同じアイルランド系であることもあって、マッカーシーと親しかったといわれている）。ゴールドウォーターはケネディのあとを継いだジョンソン大統領とは犬猿の仲で、ジョンソンの主要な政敵と看做されてきた。

### 1964年の大統領選挙
ゴールドウォーターはネルソン・ロックフェラーニューヨーク州知事との熾烈な指名争いを勝ち抜き、1964年大統領選挙における共和党の大統領候補に指名された。ゴールドウォーターは、ロックフェラーに代表される共和党の主流派及び穏健派が、実際には民主党の政策と類似した、ニューディール路線を踏襲した政策を実行してきたに過ぎず、共和党の独自色を打ち出していないと批判した。そこで、彼は共和党の本来の主張、「小さな政府」、政府の市場経済への介入の限定、強硬な反共路線、反共主義に基づくNATO加盟国との協調、NATOの強化、ヴェトナムにおけるドラスティックな解決、を直截な言葉で訴え、国民の前に従来より明確な選択肢を提示した。こうした姿勢から、彼は現代アメリカにおける保守主義運動の先導者（コンサバティブのアイコン）とみなされることが多い。同時にアメリカ公民権法に反対し、同法に対する不満を抱く南部の白人層を取り込み、共和党の南部への進出を図った。実際彼は選挙戦で極右とのレッテルを貼られ、特に「ヴェトナムにおいて核兵器の使用もある」とした彼の発言は、彼が大統領に当選すれば核戦争が勃発するとのジョンソン陣営のネガティブ・キャンペーンに使用された。公民権法を巡る問題以外での彼とロックフェラーら共和党主流派との相違点は、当時言われたほど大きなものではなく、同じ原理原則に基づいていた。ゴールドウォーターがより急進的、ロックフェラーがより慎重かつ穏健というだけの話であった。1975年に蔣介石が死去した際、当時副大統領だったロックフェラーとゴールドウォーターは葬儀に向かうため同じ飛行機に乗り合わせた。その際ゴールドウォーターとロックフェラーは、実に多くの問題で両者の見解が一致することに気づいた。
しかし、彼が極右と看做され、良心的な有権者の離反を招いた最大の原因は、公民権法に対する彼の態度であった。彼は共和党員の大半が公民権法に賛成したにもかかわらず、同法に反対した。このことは彼が人種差別主義者であるというイメージを生み出し、ジョンソン政権はうまくこれを利用した。特に目立ったのは、KKKとゴールドウォーターを結びつけたキャンペーンである。KKKは共和党大会におしかけ「ゴールドウォーターを支持する」と叫んだ。ゴールドウォーターは、選挙対策として、KKKと自分とは関係がないということを強調した。かつて、元民主党の彼は、アリゾナ州におけるNAACP（全米黒人地位向上協会または全国有色人種向上協会）の設立者の一人であり、1950年代から60年代にかけては、上院で公民権問題に賛成の議員の一人とみなされていた。だが、ゴールドウォーターは、ジョンソン嫌悪と右派思想、南部戦略のため、同法に反対した。
大統領選挙において、ゴールドウォーターはジョンソン486、ゴールドウォーター52と歴史的大敗を喫した。得票率も38％台と低かった。彼はディープ・サウス5州とアリゾナで勝利し、同地域における共和党勢力の将来の拡張可能性を示した。

### 大統領選以後
ゴールドウォーターは、現代アメリカの保守主義運動の象徴にまつりあげられ、その流れはロナルド・レーガンに引き継がれた。さらに経済的自由を強調し、政府の個人の問題に対する介入に強く反対する姿勢から、彼はリバタリアンの先駆者とみなされている。ただ、ベトナムに核兵器使用という外国介入路線は、リバタリアンの外国不介入の思想からは外れている。また60年代以後、リチャード・ニクソンやロナルド・レーガンといった政治家は、伝統的価値観の尊重を従来より強く打ち出し、全米の白人層全般にアピールした。ニクソンらによる共和党の南部戦略は、人種平等に反発する保守的白人の票を取り込み、彼らにとって不利な新自由主義の政策の欠点から、目をそらさせるものだった。
一方、レーガン政権が誕生すると、政権を支える一つの有力勢力として宗教右派などのキリスト教原理主義者が台頭した。彼らは共和党の票田だったが、ゴールドウォーターはこの新しい右派勢力のゲイ反対・中絶反対などの意見に強い反発を示した。彼の孫のタイ・ロスがゲイであったことも、その理由の一つであろう。タイ・ロスはゲイであることをカミング・アウトし、HIVポシティブ（ヒト免疫不全ウィルス感染者）であることも公表した。レーガンは宗教右派や道徳多数派（モラル・マジョリティー）を大事にし、軍拡路線を歩んだ。レーガンが宗教右派と一体化しても、ゴールドウォーターがレーガンとの親しい友人関係を解消することはなかった。
上院では情報委員長（1981年 - 1985年）、軍事委員長（1985年 - 1987年）を歴任した。1986年には文民としては最高の栄誉である、大統領自由勲章を授けられた。1987年に上院議員を引退した。
1990年代以降は、宗教右派などが仕切る共和党の中で異質な意見を持つ人物として注目された。例えば、1993年にクリントン政権下で軍隊内での同性愛行為を禁じると同時に、兵士が同性愛者であることをみずから公表しない限りは、軍当局は兵士の性的指向を捜査しないことを定めた、通称「ドント・アスク、ドント・テル」法が制定された際に、多くの共和党員が反対する中、「別に兵士が同性愛者でも構わない」という姿勢をとった。
1996年に重篤な脳卒中を患って以降、ゴールドウォーターは表舞台から姿を消した。ゴールドウォーターの家族は彼がアルツハイマー病の初期段階にあった事を公表している。その後、1998年5月29日、長年に渡って住んでいたアリゾナ州パラダイス・ヴァレーの自宅で脳卒中の合併症により89歳でその生涯に幕を下ろした。葬儀の後、ゴールドウォーターの遺灰は同地のキリスト昇天教会に埋葬されている。
ジョン・マケイン上院議員はゴールドウォーター引退後の議席を引き継ぎ、その後継者を自認している。